# Bruno Siclari
Bruno Siclari (Reggio di Calabria, 4 dicembre 1925 – Sesto San Giovanni, 31 dicembre 1999) è stato un magistrato italiano, procuratore nazionale antimafia dal 1992 al 1997.

## Biografia
Ex-allievo del corso 1941-44 della prestigiosa Scuola militare Nunziatella di Napoli, si laureò in Giurisprudenza, vincendo poi il concorso in magistratura a soli 25 anni. Svolse il suo primo incarico di pretore in provincia di Taranto, a Ginosa (comune che nel 1990 gli conferirà la cittadinanza onoraria), tenendo l'ufficio per sette anni.
Magistrato in servizio presso il tribunale di Milano, dove ricoprì la carica di procuratore aggiunto, indagò su casi assurti alla ribalta nazionale, dalla banda di Francis Turatello e sul clan mafioso facente capo a Tanino Fidanzati. Si occupò successivamente del caso dello scandalo del Banco Ambrosiano, con la morte misteriosa del banchiere Roberto Calvi, nonché delle indagini sulla Loggia massonica P2.
Nel 1983 fu nominato procuratore della repubblica di Venezia, tenendo l'ufficio fino al 1991. Successivamente, ricoprì l'incarico di Procuratore generale presso la Corte d'appello di Palermo. In questa veste seguì in prima persona le indagini sulle stragi di Capaci e Via D'Amelio.
Con l'istituzione della Direzione nazionale antimafia, voluta, in particolare, da Giovanni Falcone, Siclari ne divenne il primo capo, rivestendo la carica di procuratore nazionale antimafia, dal 30 ottobre 1992 al 1997.
La morte lo raggiunse, dopo due anni dalla pensione, la sera del 31 dicembre 1999, poche ore prima del capodanno 2000, per un aneurisma dell'aorta addominale.

## Opere
I suoi molti contributi all'indagine scientifica vertono soprattutto sulla materia penale.
- Bruno Siclari, Strutture e norme contro la mafia: D.D.A. e D.N.A., D.I.A. e altre strutture, legislazione, le quattro grandi organizzazioni criminali, Roma, Laurus Robuffo, 1995, ISBN 88-8087-012-2.
- Bruno Siclari, Applicazione ed esecuzione delle misure di sicurezza personali, Milano, Giuffrè, 1977.
- Guido Galli, Bruno Siclari; Francesco Siena, Le recenti leggi contro la criminalità, Milano, Giuffrè, 1977.
- Bruno Siclari, Le misure di prevenzione: leggi 27 dicembre 1956 n. 1423 e 31 maggio 1965 n. 575, Milano, Giuffrè, 1974.

## Onorificenze
- Cittadino Onorario del Comune di Ginosa.